# Dendropsophus gaucheri
Dendropsophus gaucheri es una especie de anfibios de la familia Hylidae.
Habita en Guayana Francesa y Surinam.
Sus hábitats naturales incluyen sabanas secas y marismas intermitentes de agua dulce.